# Gisma University of Applied Sciences
Die Gisma University of Applied Sciences  (das Akronym steht für German International Graduate School of Management and Administration) ist eine private Bildungseinrichtung mit Standorten in Potsdam und Berlin. Sie ging 1999 aus einer Initiative von Unternehmen und der Niedersächsischen Landesregierung hervor und ist privatwirtschaftlich organisiert und geführt. Mitbegründer der Hochschule war u. a. Gerhard Schröder, ehemaliger deutscher Bundeskanzler.

## Geschichte
Die Hochschule kooperierte seit 1999 mit der Krannert School of Management der Purdue University in Indiana, USA und der Leibniz Universität Hannover und bot sowohl einen deutschen als auch einen amerikanischen MBA-Abschluss für Postgraduierte an.  Als Bildungseinrichtung wurden Programme anderer Institutionen angeboten, wenngleich zum Teil mit eigenem Personal. Der jeweilige Abschluss wurde jedoch durch die Partnerhochschulen verliehen.
Die GISMA hatte am 14. Mai 2013 einen Insolvenzantrag gestellt. Als Grund für die Zahlungsunfähigkeit nannte die Presse stark zurückgegangene Studierendenzahlen bei gleichzeitig hohen finanziellen Belastungen durch die Kooperation mit der Purdue University. Zuletzt waren 24 Personen im Vollzeit-MBA-Programm eingeschrieben, während es in früheren Jahren über 70 waren.
Am 29. August 2013 wurde die GISMA an die Global University Systems B.V. verkauft. GISMA wurde seitdem neu aufgestellt und bietet nunmehr mehr als zehn Masterprogramme und einige Executive Education Programme mit unterschiedlichen Partneruniversitäten an. GISMA's Studienprogramme sind u. a. von AMBA akkreditiert.

## Standort in Berlin

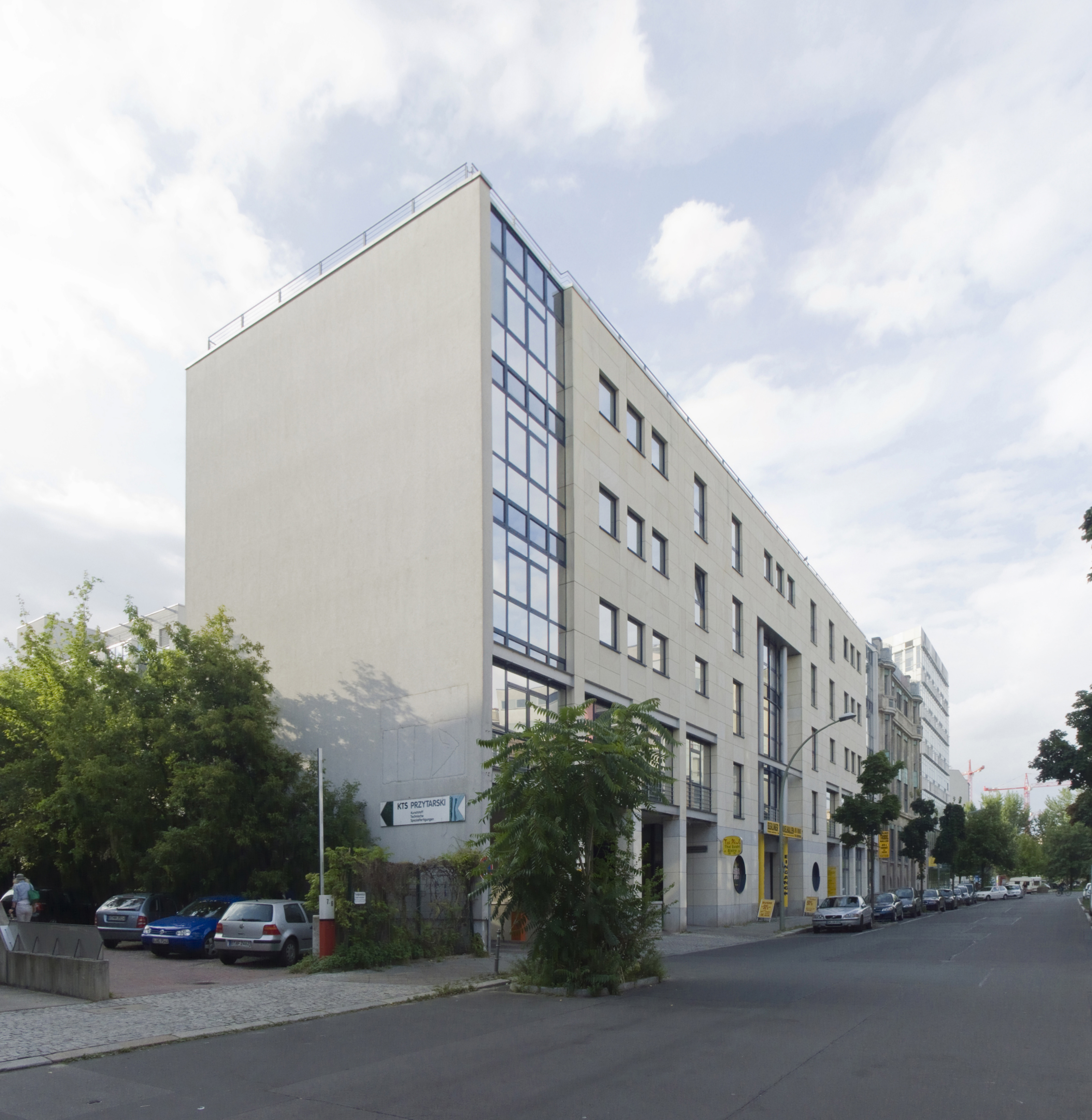
Standort der GISMA University of Applied Sciences in Berlin

Am 26. Januar 2017 eröffnete GISMA ihren neuen Standort in Berlin. Der neue Campus in Berlin hat 1600 Quadratmeter. In Berlin wurden zunächst vier Studienprogramme zusammen mit der Grenoble Ecole de Management angeboten:
- Grenoble MBA
- Grenoble MIB
- Grenoble MSc Innovation, Strategy & Entrepreneurship
- Grenoble MSc Marketing Management

Im April 2017 wurde das Angebot in Berlin um vier Masterstudiengänge in Zusammenarbeit mit der University of the Law erweitert:
- MSc Corporate Financial Management
- MSc International Marketing
- MSc Leadership and Human Resource Management
- MSc Strategic Business Management

Im Mai 2017 wurde das Angebot um drei Masterstudiengänge in Zusammenarbeit mit der Arden University in Coventry erweitert:
- MSc Project Management
- MSc Data Analytics and Marketing
- MSc IT Security Management

Am Anfang Mai 2017 wurde die Partnerschaft mit der renommierten SDA Bocconi School of Management im Bereich der Executive Education bekannt gegeben.
Alle Programme der GISMA Business School werden auf Englisch unterrichtet.